# Claudia (曲)
「Claudia」（クラウディア）は、氷室京介の22枚目のシングル。

## 内容
氷室のデビュー15周年当日にリリースされた。
EMIミュージックジャパン復帰第一弾シングルで、コピーコントロールCD仕様である。
「Girls Be Glamorous」以来、実に2年半ぶりのリリース。20thシングル「炎の化石」、21stシングル「Girls Be Glamorous」はリカットシングルであるため、純粋な新曲としては19thシングルの「永遠 〜Eternity〜」以来3年半、ミニ・アルバム『beat haze odyssey』を含めても2年9ヶ月ぶり。
この年の7月21日は集計上不利な月曜日だったため初登場順位は12位だったが、2週目で順位を伸ばしトップ10入りを果たした。

## DAIGO☆STARDUSTのデビューシングル「MARIA」と同時発売
このシングルの発売日と同じ日にDAIGO☆STARDUSTのデビュー曲「MARIA」が発売されている（オリコン最高順位64位）。「MARIA」の曲は「Claudia」とまったく同じである（ただしアレンジと詞は大きく異なる）。これはDAIGOの才能に刺激を受けた氷室が自らデビュー曲のプロデュースを申し出たことがきっかけでプロジェクトが始まる。丁度この年に氷室がデビュー15周年を迎え本格的に活動を再開することも重なって、結果DAIGO☆STARDUSTのデビューシングルと氷室の再始動シングルは「同じ曲に違う詞をのせた楽曲を同時にリリース」するという異例の形で発売されることとなった。似たような発売方法はかつてつんくも1999年に行っており、浜崎あゆみに提供した「LOVE〜Destiny〜／LOVE〜since 1999〜」をリリースした2週間後、つんく with 7HOUSE名義で「LOVE 〜抱き合って〜」をリリースしている。

## 収録曲
1. Claudia
  - 作詞：森雪之丞 / 作曲・編曲：氷室京介
2. Weekend Shuffle
  - 作詞：森雪之丞 / 作曲・編曲：氷室京介

## 収録アルバム
Claudia
- Follow the wind
- 20th Anniversary ALL SINGLES COMPLETE BEST JUST MOVIN' ON 〜ALL THE-S-HIT〜

Weekend Shuffle
- Follow the wind

## ライブ映像作品
Claudia
- CASE OF HIMURO 15th Anniversary Special LIVE
- KYOSUKE HIMURO TOUR2003 "HIGHER THAN HEAVEN"AT YOYOGI NATIONAL STADIUM
- 21st Century Boøwys vs HIMURO〜An Attempt to Discover New Truths〜
- SOUL STANDING BY〜
- KYOSUKE HIMURO TOUR 2007"IN THE MOOD"
- 20th ANNIVERSARY TOUR 2008 JUST MOVIN' ON -MORAL〜PRESENT-
- KYOSUKE HIMURO COUNTDOWN LIVE CROSSOVER 05-06 1st STAGE/2nd STAGE
- 20th Anniversary TOUR 2008 JUST MOVIN' ON -MORAL〜PRESENT- Special Live at the BUDOKAN
- KYOSUKE HIMURO TOUR2010-11 BORDERLESS 50×50 ROCK'N'ROLL SUICIDE
- KYOSUKE HIMURO TOUR2010-11 BORDERLESS 50×50 ROCK'N'ROLL SUICIDE at BUDOKAN

Weekend Shuffle
- KYOSUKE HIMURO TOUR2003 "HIGHER THAN HEAVEN"AT YOYOGI NATIONAL STADIUM
- 21st Century Boøwys vs HIMURO〜An Attempt to Discover New Truths〜
- SOUL STANDING BY〜
- KYOSUKE HIMURO TOUR 2007"IN THE MOOD"
- KYOSUKE HIMURO COUNTDOWN LIVE CROSSOVER 05-06 1st STAGE/2nd STAGE
- KYOSUKE HIMURO TOUR2010-11 BORDERLESS 50×50 ROCK'N'ROLL SUICIDE
- COUNTDOWN LIVE CROSSOVER 12-13
- KYOSUKE HIMURO 25th Anniversary TOUR GREATEST ANTHOLOGY -NAKED-FINAL DESTINATION DAY-01
- KYOSUKE HIMURO 25th Anniversary TOUR GREATEST ANTHOLOGY -NAKED-FINAL DESTINATION DAY-02